# Strukturoví holubi

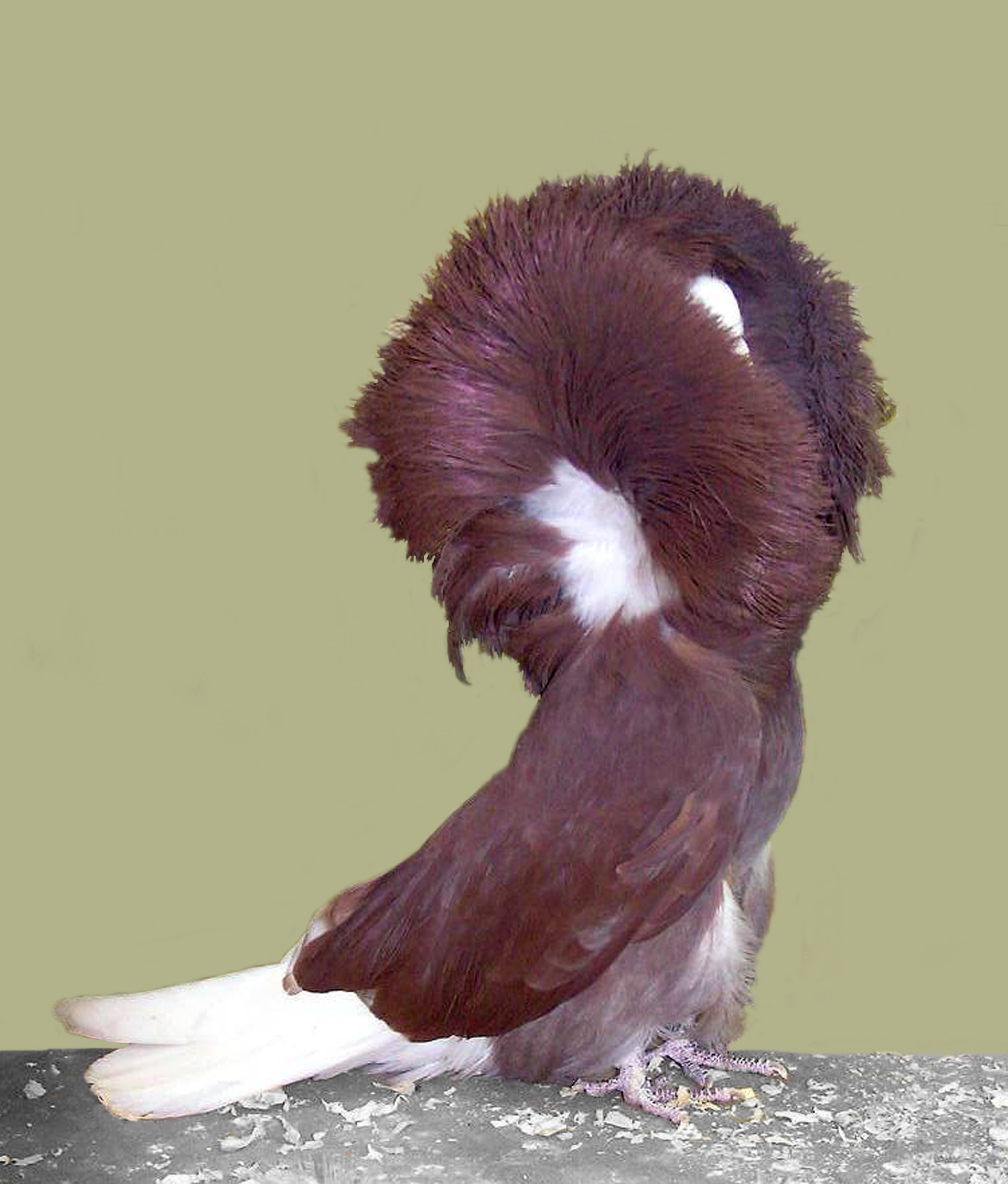
Parukář červený

Strukturoví holubi jsou plemennou skupinou holuba domácího, charakterističtí pozměněnou strukturou peří a rozvojem tzv. pernatých ozdob. Je to skupina nepočetná a nesourodá: Mezi strukturové holuby jsou řazena plemena různého původu s rozdílnými směry šlechtění, jediným společným znakem je největší důraz na pernaté ozdoby. Jsou to téměř výlučně okrasná plemena. Bývají přítulní a vyžadují zvláštní péči, často jsou chováni pouze ve voliérách.
V seznamu plemen EE je plemenné skupině racků vyhrazena číselná řada 0600.

## Pávík

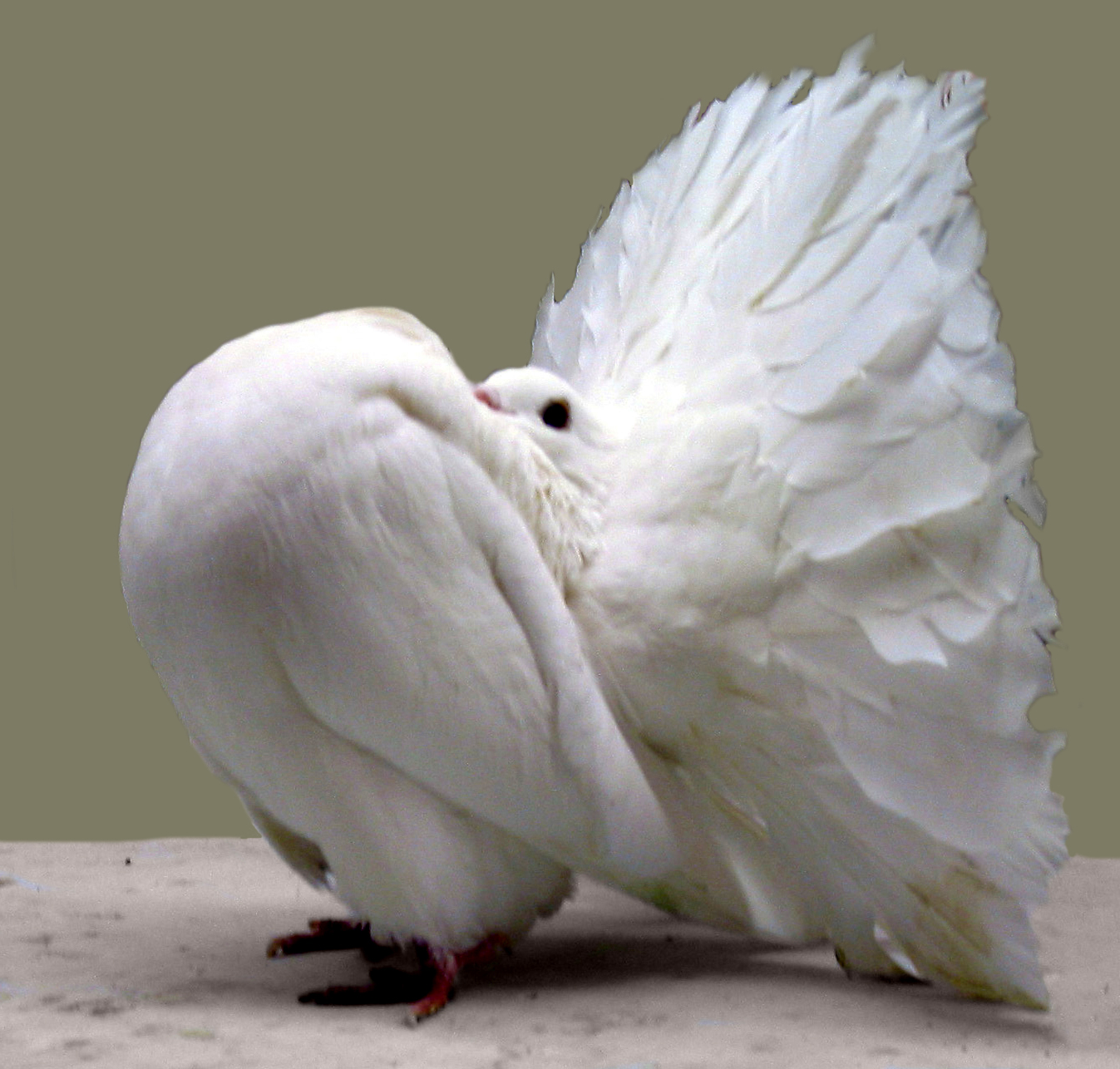
Anglický pávík bílý

Nejznámějším a nejrozšířenějším strukturovým plemenem je anglický pávík. U pávíků je ocas přeměněn do plného vějíře, tvořeného značným počtem rýdovacích per. Anglický pávík je navíc prošlechtěn i figurálně, má malou, zaoblenou postavu s vypjatou hrudí, a dlouhý esovitý krk. V postoji pokládá hlavu až na horní ocasní krovky a stojí na špičkách prstů. Dalšími plemeny pávíků je pávík indický, který nese trup vodorovně, esovitý krk směřuje kolmo nahoru. Indický pávík má běháky opeřené krátkým rouskem a často má chocholku. Podobný je pávík maďarský nebo pávík zahradní, ale ti jsou hladkohlaví a zahradní pávík nemá ani opeřené nohy.

## Kudrnáč

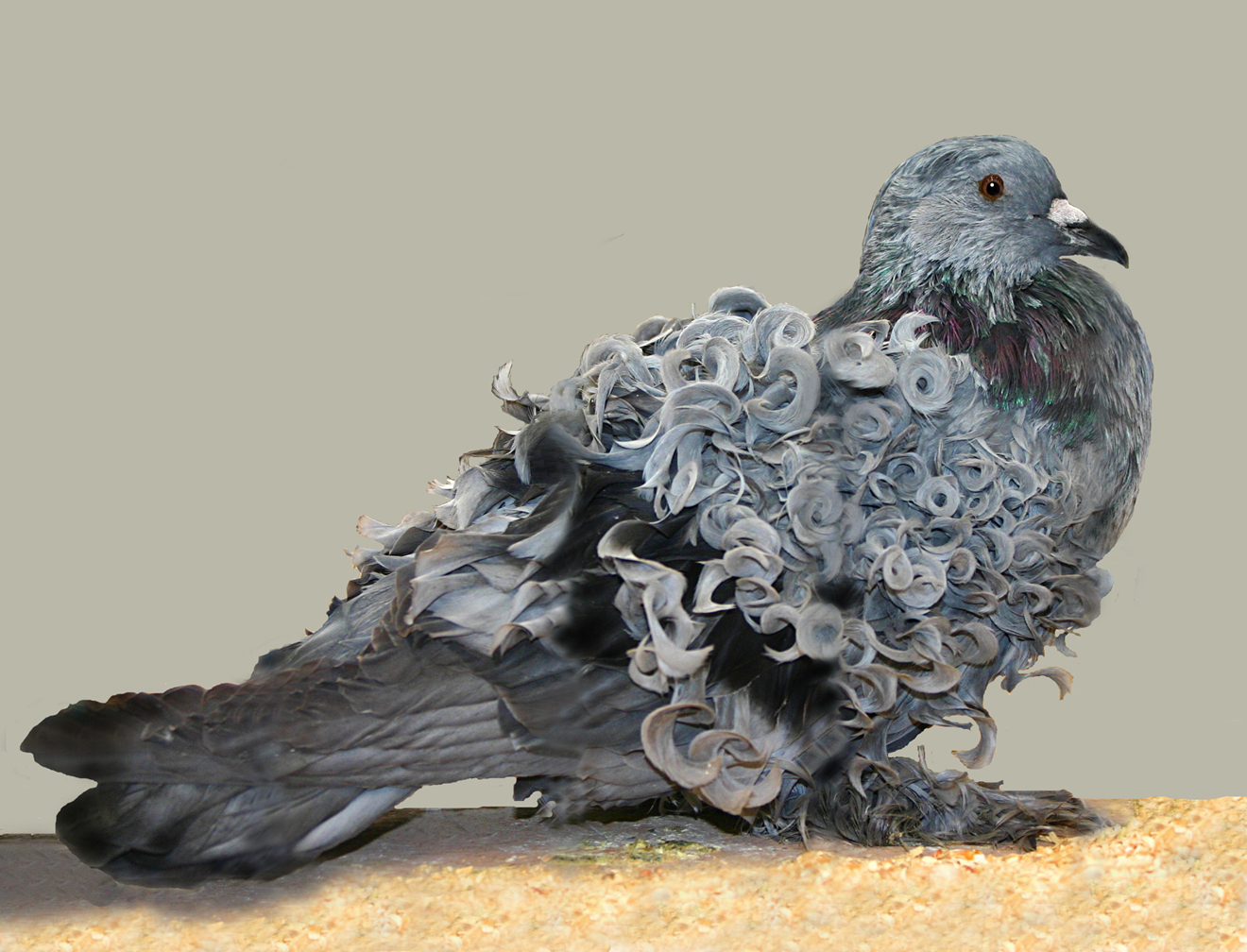
Kudrnáč modrý pruhový bělouš

Kudrnáč je plemeno nápadné kudrnami na peří především křídelních štítů. Tvarem těla se podobá většímu polnímu holubovi, ale opeření na štítech křídel je zkadeřené do té míry, že tvoří uzavřené prstence.

## Parukáři

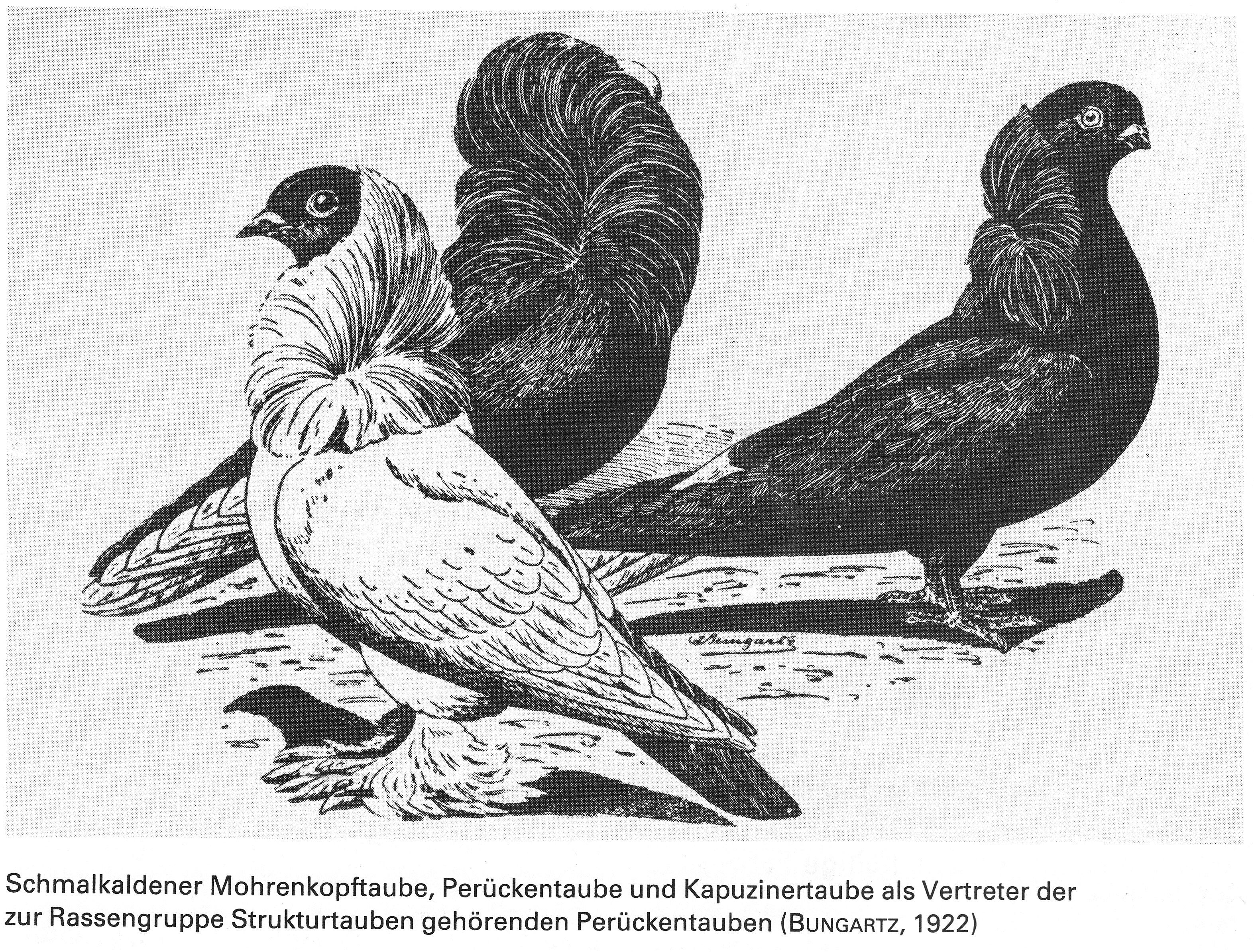
Šmalkaldský barevnohlávek, parukář a staroholandský kapucín

U dalších plemen strukturových holubů se šlechtěním rozvíjely pernaté ozdoby na hlavě a krku. Nejdokonalejším plemenem je parukář: U něj dlouhá, úzká a odstávající pera na dlouhém krku tvoří tzv. paruku, která při pohledu z boku tvoří zcela uzavřený kruh či ovál, zcela zakrývající hlavu i zobák. Podobným plemenem, jehož paruka však nezakrývá hlavu, je staroholandský kapucín, ještě o něco nižší paruku má dánský parukář. Ještě menší paruku, která je tvořena jen vysokou lasturovitou chocholkou, má limburský límcový holub a šmalkaldský barevnohlávek. Mezi plemeny s parukou je barevnohlávek jediným rousným plemenem, s dlouhým opeřením běháků. Někdy bývá řazen k barevným holubům.

## Čínský racek

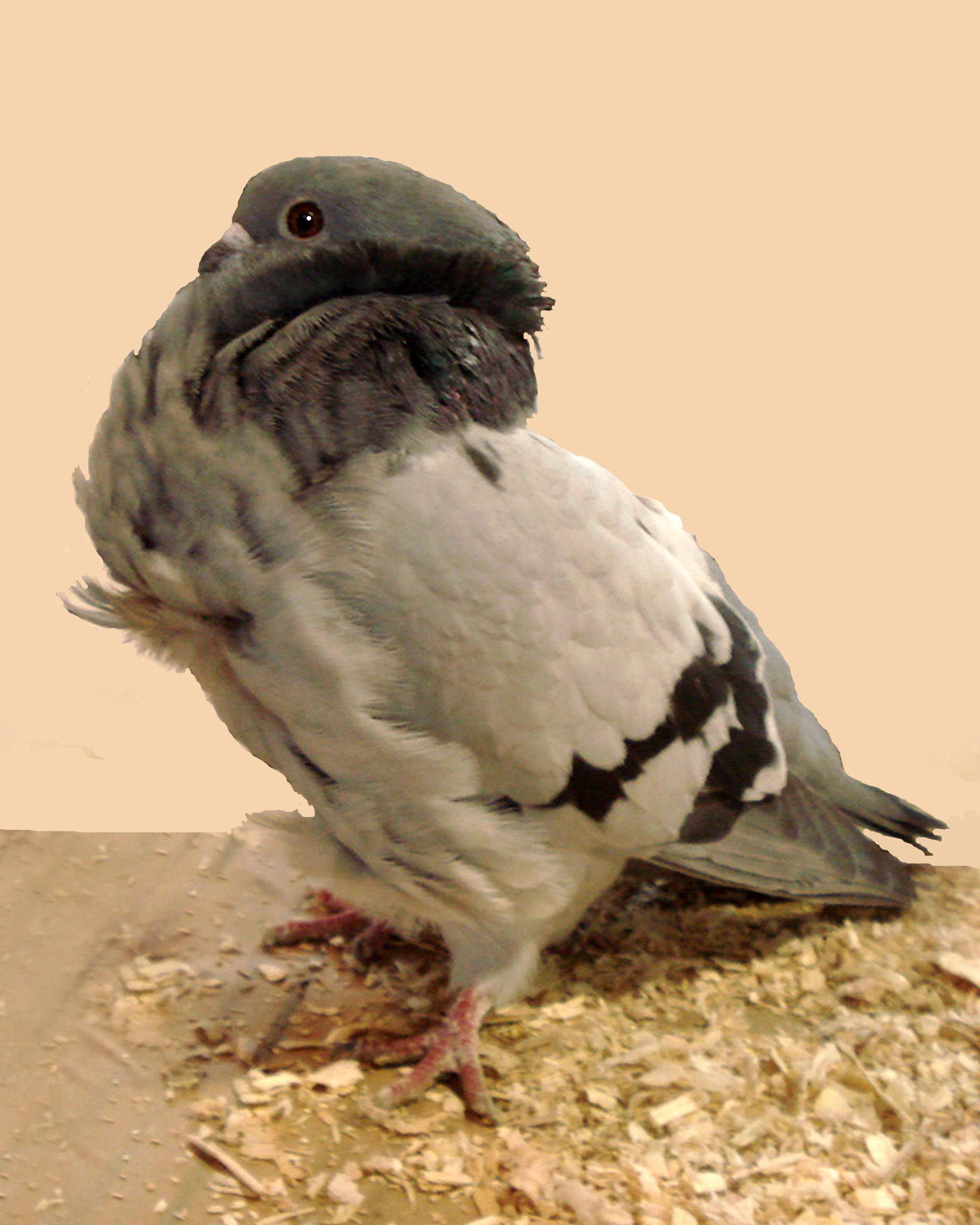
Čínský racek modrý pruhový

Čínský racek je holub patřící mezi tzv. racky. Rackové jsou plemennou skupinou okrasných holubů, kteří mají společný malý vzrůst, pernatou náprsenku na hrudi a často též kulatou hlavu s kratičkým zobákem. U čínského racka se opeření náprsenky rozvinulo do té míry, že byl přeřazen mezi strukturové holuby. Čínskému rackovi je podobný španělský chorrera, který má zkadeřené peří i na zádech.

## Seznam plemen racků uznaných EE

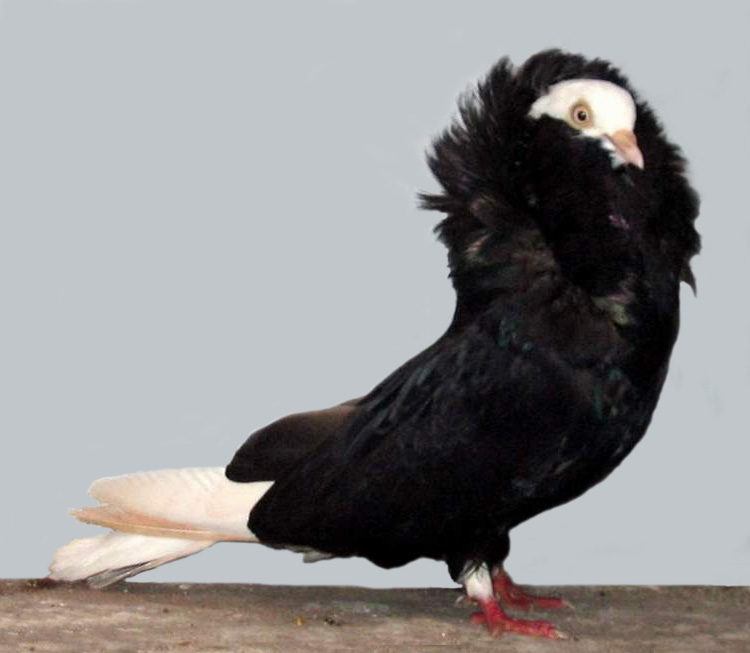
Staroholandský kapucín černý

| číslo EE | název plemene             | země původu            |
| -------- | ------------------------- | ---------------------- |
| 0601     | kudrnáč                   | Německo                |
| 0602     | šmalkaldský barevnohlávek | Německo                |
| 0603     | staroholandský kapucín    | Nizozemí               |
| 0604     | dánský parukář            | Dánsko                 |
| 0605     | parukář                   | Velká Británie         |
| 0606     | anglický pávík            | Velká Británie         |
| 0607     | indický pávík             | Spojené státy americké |
| 0608     | zahradní pávík            | Velká Británie         |
| 0609     | čínský racek              | Německo                |
| 0610     | chorrera                  | Španělsko              |
| 0611     | ptarmigan                 | Velká Británie         |
| 0612     | maďarský pávík            | Maďarsko               |
| 0613     | seldžucký holub           | Německo                |